# سلسلة سرفايفر (2004)

سلسلة سرفايفر أو سرفايفر سيريس (Survivor Series (2004
سلسلة سرفايفر أو سرفايفر سيريس Survivor Series 2004 هي سلسلة الناجين والحدث السنوي الثامن عشر لمصارعة المصارعة المحترفة الدفع مقابل المشاهدة، التي تنتجها (وورلد ريسلنغ إنترتينمنت) (دبليو دبليو إي). والتي أقيمت في 14 نوفمبر 2004، في قاعة جوند أرينا في كليفلاند_أوهايو عن كل من (راو)و (سماك داون) أقسام العلامة التجارية.
ـ المباراة الرئيسية على العلامة التجارية (راو) هي مبارايات 4 في 4 سلسلة سرفايفر بين فريق راندي أورتن (كريس بينويت و كريس جريشو و مافن والتي تضم أيضأ راندي أورتن) والفريق الآخر تربل إتش _ بطل بطولة العالم للوزن الثقيل والذي يضم (ديف باتيستا وإيدج وسنيتسكي وتربل إتش)، والتي فاز بها فريق أورتن بعد أن قضى أورتن على تريبل إتش.
ـ المباراة المهيمنة على بطولة «مواجهة عنيفة» كانت العلامة التجارية جون برادشو مقابل بوكر تي لبطولة دبليو دبليو إي، والتي فاز بها برادشو بالتثبيت بعد أن ضرب بوكر تي بحزام البطولة.
ـ المباراة الأساسية على البطاقة السفلية عبارة عن مباراة 4 في 4 سرفايفر سيريس بين فريق غيريرو (إيدي غيريرو وبيغ شو روب فان دام، وجون سينا) وفريق كيرت أنجل (كيرت أنجل، كارليتو، لوثر رينز ومارك جيندراك) والتي  فاز بها فريق غيريرو بعد خسارة بيغ شو من كيرت أنجل الذي بدوره قضى عليه.
ـ استمرت العديد من الخلافات القائمة في أعقاب الحدث. استمر تربل إتش في الخلاف مع راندي أورتن، وفي مباراة "ثورة العام الجديد" في يناير، قضى تربل إتش أخيراً على راندي أورتن في مباراة «الإقصاء» للفوز ببطولة العالم للوزن الثقيل. واصل جون "برادلشو" ليفيلد أيضاً نزاعه مع بوكر تي، وهزمه في أرمجدون. بعد الحدث، تعرض كارليتو لإصابة مشروعة وخسر بطولة دبليو دبليو إي للولايات المتحدة أمام جون سينا، الذي كان معه في الحلقة.

## خلفية

شعار سماك داون ودبليو دبليو إي

سلسلة سرفايفر هي عبارة عن وسيلة للتحايل تدفع مقابل المشاهدة سنوياً، يتم إنتاجها في شهر نوفمبر من كل عام بواسطة (وورلد ريسلنغ إنترتينمنت)(دبليو دبليو إي) والتي بدأت منذ عام 1987. وهي ثاني أطول حدث يتم عرضه مقابل كل عرض في التاريخ خلف راسلمينيا؛ وهي واحدة من العروض الترويجية الأصلية ل أربعة مدفوعات مقابل المشاهدة، جنباً إلى جنب مع (راسلمينيا ورويال رامبل وسومرسلام) كما أطلق عليها اسم «الأربعة الكبار».
يتميز الحدث تقليدياً بوجود مباريات سلسلة سرفايفر أو سرفايفر سيريس، وهي عبارة عن مباريات إقصائية للفريق والتي عادة ما تضع فرقاً من أربعة أو خمسة مصارعين ضد بعضهم البعض. كان حدث 2004 هو الحدث الثامن عشر في التسلسل الزمني لسلسلة سرفايفر وتميز المصارعون من راو وسماك داون "العلامات التجارية".  تضمن الحدث مباراتين من حلقات 4 على 4 من سلسلة سرفايفر.

## الوقائع المنظورة
تميز الحدث بسبع مباريات مصارعة محترفة بنتائج تم تحديدها مسبقاً بواسطة كُتاب السيناريو ل دبليو دبليو إي. تضمنت المباريات مصارعين يُصورون شخصياتهم في قصص مخطط لها، حدثت قبل الحدث وأثناءه وبعده. مما يجعل البطولة كأنها واقعية بأحداث متسلسلة، كان جميع المصارعين من إحدى ماركات راو وسماك داون وإيكو ودبليو دبليو إي - أثناء عرض أحداث القصة في برامجهم التليفزيونية الأسبوعية على شاشات العرض ل راو وسماك داون.

### فريق راندي أورتن وفريق تربل إتش
الخلاف الرئيسي على العلامة التجارية بين فريق راندي أورتن (راندي أورتن، كريس بينويت، كريس جيريكو و مافين) وفريق تربل إتش (تربل إتش وإيدج وديف باتيستا وجين سنيتسكي). في حلقة 25 أكتوبر من برنامج (راو) الترفيهي، تم تعيين (تربل إتش وريك فلير وديف باتيستا) مسؤولاً عن راو، بعد أن أخذ المدير العام لـ راو - إريك بيشوف الليلة. منح تربل إتش ل  ريك فلير المباراة التي يختارها؛ أراد ريك فلير إعادة مباراة مع أورتن، حيث خسر مباراة «ستيل كيج»  أمام راندي أورتن في عرض "تابو الثلاثاء". قبِل راندي أورتن تحدي ريك فلير، بشرط أنه إذا هُزم ريك فسيحصل راندي أورتن على فرصة لمواجهة تربل إتش لبطولة العالم للوزن الثقيل في سلسلة سرفايفر، وإذا خسر تربل إتش، فلن يُسمح له أبداً بالمنافسة على اللقب مرة أخرى. ومع ذلك، خسر راندي أورتن المباراة من قِبَل تريبل إتش، لذلك تم منع راندي أورتن من تحدي بطولة العالم للوزن الثقيل مرة أخرى.
ـ في حلقة 1 من نوفمبر من (راو) حدد إريك بيشوف مباراة فريق علامة الإقصاء 4-على-4 التقليدية بين راندي أورتن و جريشو و مافن و بينويت وتربل إتش وديف باتيستا وإيدج وسنيتسكي في سلسلة سرفايفر. حيث سيتم منح الفريق الفائز في سلسلة سرفايفر سيطرة مطلقة على إدارة راو لمدة شهر كامل.
في حلقة 8 نوفمبر من راو، اختتم إريك بيشوف بإضافة: أن الأعضاء الفائزين في سلسلة سرفايفر سيحصلون جميعاً على أسبوع ليكونوا مسؤولين عن راو. في نفس الليلة، كان من المقرر أن يشارك إيدج وبينوا في المباراة، حيث خرج تريبل إتش وديف باتيستا وراندي أورتون و جريشو و مافين إلى الصف الأول في الحلبة لمشاهدة المباراة. في الصف الأول في الحلبة، اندلعت معركة بين فريق تريبل إتش وفريق أورتن، مما أدى إلى إنهاء المباراة بلا مسابقة وبلا فائز.

### حلقات (مواجهة عنيفة)
ـ العداء السائد في حلقة  «مواجهة عنيفة»  كانت العلامة التجارية بين جون براد شو لايفيلد وبوكر تي، حيث يتصارع الاثنان على بطولة دبليو دبليو إي. في حلقة 21 أكتوبر من حلقة «مواجهة عنيفة» ل سماك داون.
ـ حجز المدير العام ل سماك داون ثيودور لونج  مباراة فريق من ستة لاعبين تضم بوكر تي وروب فان دام وري ميستيريو مع جون براد شو لايفيلد وكنزو سوزوكي ورينيه دوبريه. في ذلك الوقت، كان بوكر تي بمثابة "محترف البطولة" وهنأ نجاح شراكة جون براد شو مع الشركة في جزء من الكواليس.
-بدأت مباراة فريق العلامات، وقاد جزن براد شو إلى الاعتقاد بأن بوكر تي كان سيخون روب فان دام وري ميستيريو، كما حذر بوكر تي كل من روب فان دام وري ميستريو من عدم التدخل معه أثناء المباراة. انتهت المباراة بتثبيت بوكر تي لجون براد شو بعد ركله بضربة حركة بالفأس، وبالتالي تحول وجه بوكر تي البشوش.
ـ في حلقة 28 أكتوبر من حلقة «مواجهة عنيفة»، هزم بوكر تي - أورلاندو جوردان لكسب الحق في مواجهة جون برد شو في بطولة دبليو دبليو إي في سرفايفر سيريس.
ـ في حلقة 4 نوفمبر من حلقة  «مواجهة عنيفة»، تدخل جون براد شو لايفيلد في مباراة بين بوكر تي و أورلاندو جوردان ، والتي انتهت بإقصاء أورلاندو جوردان ، مما أعطى بوكير تي الفوز. بعد استبعاد JBL من الأهلية، حدد ثيودور لونغ مباراة فريق البطاقة بين بوكر وجوش ماثيوز مقابل جي بي إل وجوردان. تم منح فريق العلامة الفائز إلى بوكر وماثيوز، حيث قام بوكر بتثبيت جوردان للفوز.

### فريق غيريرو مقابل فريق أنجل

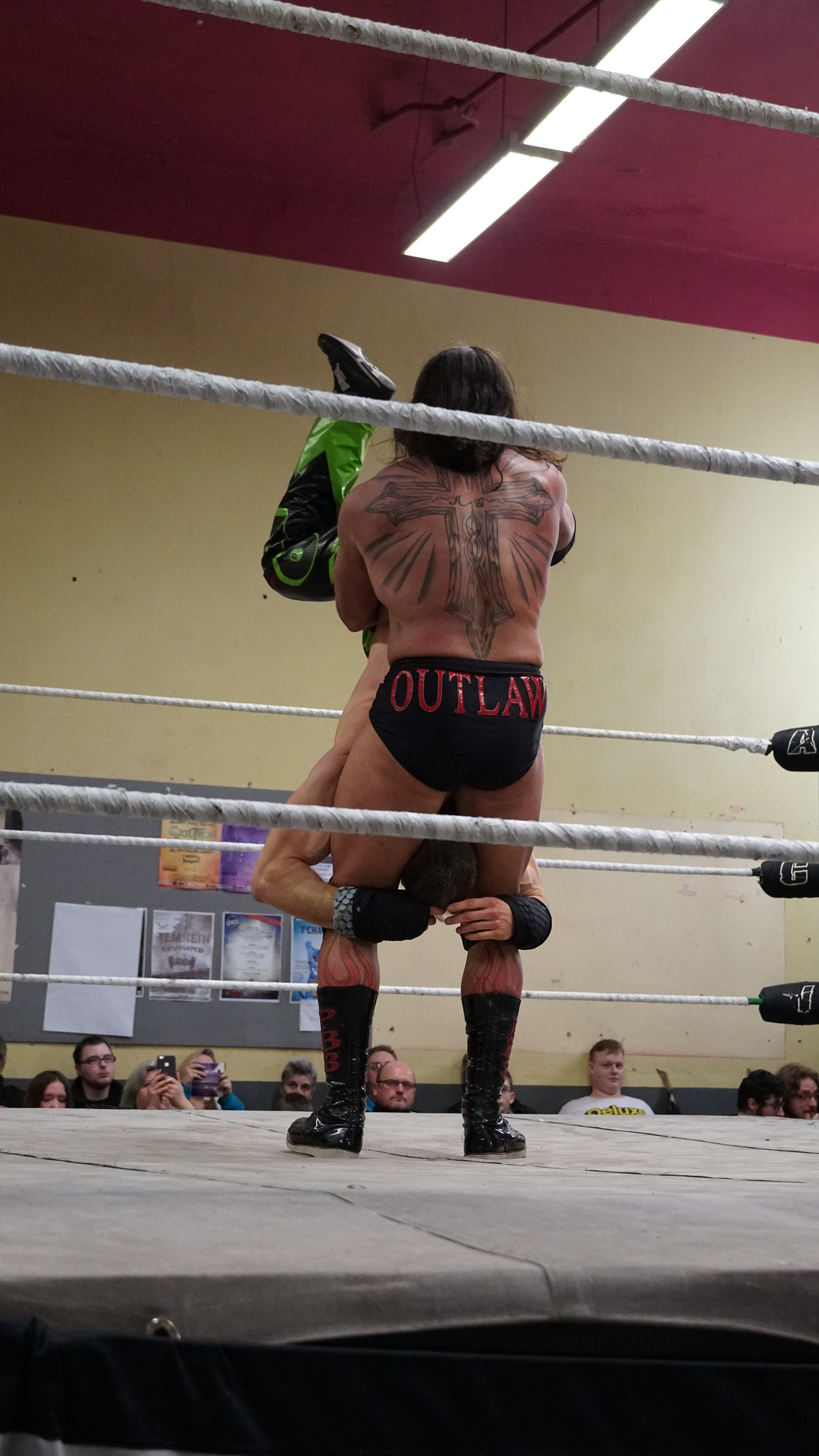
رين دوبلي في حركة سوبلكس

ـ إحدى المباريات الأساسية في حلقات «مواجهة عنيفة» كانت العلامة التجارية بين فريق غيريرو(إيدي غيريرو وبيغ شو وروب فان دام وجون سينا) مقابل فريق أنجل (كيرت أنجل وكارليتو ولوثر رينز  ومارك جيندراك). في 28 أكتوبر من حلقة «مواجهة عنيفة»، حجز ثيودور لونج مباراة إقصاء 4 ضد 4 من سلسلة سرفايفر أو سرفايفر سيريس بين (غيريرو وبيغ شو وروب فان دام وري ميستيريو) ضد (كيرت أنجل وكارليتو ولوثر رينز ومارك جيندراك)  في حلقة 4 نوفمبر من حلقات «مواجهة عنيفة»، تمت إزالة ري ميستيريو من مباراة الإقصاء، حيث حجز لونغ _ ميستيريو في مباراة رباعية قاتلة لبطولة دبليو دبليو إي للوزن الثقيل. تم منح غيريرو أسبوعاً لإختيار عضو لفريقه في سلسلة سرفايفر. في 11 نوفمبر من حلقة مواجهة عنيفة، أعلن غيريرو أن جون سينا، الذي كان يتعافى من إصابة في البطولة، سينضم إلى فريقه في سرفايفر سيريس.

## الأحداث
قبل أن يبدأ الحدث على الهواء مباشرة على نظام الدفع مقابل المشاهدة، فاز فريق بطل العالم للفرق الزوجية لا ريسستانس ويضم (سيلفان جرينير و روبير كونواي) على غريغوري هيلمز الملقب ب هوريكان و روسي في مباراة بدون لقب تم عرضها على الهواء مباشرة في مباراة «هيت ليلة الأحد».

### المباريات التمهيدية
ـ كانت المباراة الأولى عبارة عن مباراة رباعية قاتلة لبطولة دبليو دبليو إي للوزن الثقيل بين سبايك دودلي وبيلي كيدمان و شافوغيريرو وري ميستيريو. بعد اللعب مرحلتين  ذهاباً وإياباً، ثبّت سبايك دودلي _تشافو غيريرو بعد حركة «هبوط الساق» من قِبل كيدمان ليحتفظ باللقب.
ـ التالي كان مباراة بين شيلتون بنيامين و كريستيان في بطولة دبليو دبليو إي  إنتركونتيننتال. خلال المباراة، حاول بنيامين مهاجمة تايسون تومكو الذي رافق كريستيان للمباراة، لكن كريستيان أوقف بنيامين. كل رجل حصل على السيطرة طوال المباراة. انتهت المباراة عندما قام بنيامين بتثبيت كريستيان بعد آدآء حركة في بون سوبلكس.
ـ في المباراة الثالثة، واجه فريق غيريرو الذي يتضمن (إيدي غيريرو وبيغ شو وروب فان دام وجون سينا) فريق أنجل الذي يضم (كيرت أنجل وومارك جيندراك ولوثر رينز وكارليتو) في مباراة إقصاء من سلسلة سرفايفر التقليدية. تم القضاء على كارليتو كما طارده جون سينا في الحلبة قبل بدء المباراة. تخلص أنجل من روب فان دام بعد التدحرج باستخدام الحبال للرافعة المالية. قضى غيريرو على جيندرك بعد لفة المتابعة، باستخدام الحبال أيضاً للرافعة المالية. استبعد بيج شو _ رينز بعد الخنق. قضى بيغ شو على انجل بعد حركة FU بواسطة جون سينا وحركة فورغ سبلاش من ايدي غيريرو، مما يعني أن فريق غيريرو فاز بالمباراة.

### مباريات الحدث الرئيسي

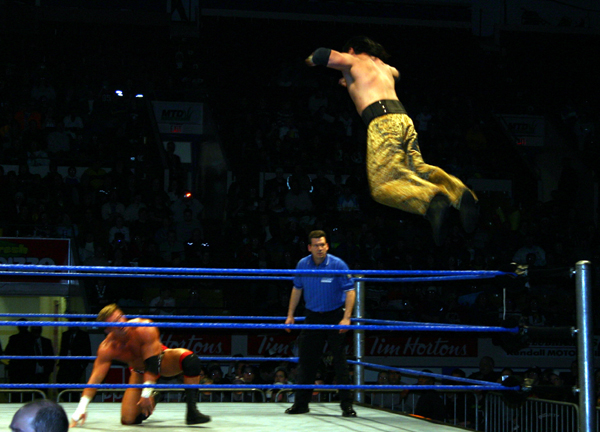
كينزو سوزوكي في [https://en.m.wikipedia.org/wiki/WWE_brand_extension سماك داون دبليو دبليو إي

في المباراة الرابعة واجه أندرتيكر - هيدينريش. تمكن كِلا الرجلين من تحقيق الأفضلية في المباراة. خلال المباراة، تدخل بول هيمان نيابة عن هيدي. نفذ أندرتيكر حركات شوكسلام و تومبستون على هيدينريش وفاز بالمباراة.
ـ كانت المباراة الخامسة بين تريش ستراتوس و ليتا في بطولة دبليو دبليو إي للسيدات. تم استبعاد ليتا بسبب ضربها ل ستراتوس بكرسي، مما يعني أن ستراتوس احتفظت باللقب. تحولت المباراة إلى علاقة عنيفة للغاية حيث كُسر أنف ستراتوس (بشكل شرعي) بعد أن ضربته ليتا في الكرسي، مما تسبب في نزيف حاد من الأنف ل ستراتوس.(تمسكت ليتا بقصتها عن إصابتها بالاكتئاب بعد أن فقدت طفل كين)، هاجمت بشراسة ستراتوس مرتين حتى بعد كسر أنفها، ويبدو أن ليتا غير مدركة لإصابة ستراتوس  المشروعة.
ـ في المباراة السادسة، واجه جون "برادشو" - بوكر تي في بطولة دبليو دبليو إي. وشهدت المباراة حصول كلا الرجلين على الأفضلية. تدخل أورلاندو جوردان بمهاجمة بوكر تي. نفذ بوكر تي ركلة المقص على جون براد شو حيث نزل حَكم جديد لإدارة المباراة لكن أورلاندو جوردان أزال جون براد شو من الحلبة وحاول ضرب بوكير تي بحزام البطولة. رد بوكر تي بحركة نهاية الكتاب على أورلاندو جوردان. ضرب بوكر تي - جون يراد شوفي حزام البطولة وثبته ليحتفظ باللقب.
ـ كما كان الحدث الرئيسي هو مباراة سلسلة سرفايفر أو سرفايفر سيريس بين فريق راندي أورتن الذي يضم (راندي أورتن و كريس جريشو و كريس بينويت و مافن) مقابل فريق تربل إتش الذي يضم (تربل إتش وكين وإيدج وديف باتيستا وسنيتسكي) مع اشتراط أن يكون الفريق الفائز هو المسؤول على راو للأسابيع الأربعة القادمة. هاجم سنيتسكي - مافن وراء الكواليس قبل المباراة. وتم القضاء على بينويت بواسطة إيدج، بعد أن تم القضاء عليه بحركة بيديغر بواسطة تربل اتش.
كان ديف باتيستا قد هُزم بواسطة كريس جريشو بعد أن ضرب اورتن - باتيستا بحزام لقب بطولة العالم للوزن الثقيل وإنزيغر بواسطة جريشو. تم استبعاد سنيتسكي وإقصائه لضربه مافن، الذي عاد للمباراة مع كرسي. تم القضاء على مافن بعد أن قام تربل إتش بتثبيته. تم القضاء على جريشو بواسطة إيدج بعد حركة الرمح. وتم القضاء على إيدج من قِبل راندي أورتن بعد حركة RKO. وتم القضاء على تربل إتش من قِبل راندي أورتن  بعد حركة RKO أيضا، وتُرك أورتن هو الناجي الوحيد.

## ما بعد الكارثة
ـ بعد أن هزم فريق أورتن (راندي أورتن، كريس بنوا، كريس جيريكو ومافين) فريق تريبل إتش (تريبل إتش، إيدج، باتيستا وسنيتسكي) في سرفايفر سيريز، تم منحهم الفرصة ليكونوا مسئولين عن راو لمدة شهر.
ـ في حلقة 29 نوفمبر من راو، كان راندي أورتن مسؤولاً، وحدد لقب بطولة العالم للوزن الثقيل (باتل رويال). رئيس دبليو دبليو إي  فينس ماكماهون ألغى مباراة باتل رويال وبدلاً من ذلك حجز تريبل إتش لمواجهة الفائز في باتل رويال. شهدت مباراة «المعركة الملكية» أن كريس بينوا وإيدج، بصفتهما آخر مشاركين، يتخطيان الحبل العلوي في نفس الوقت، ويُنهيان المباراة ظاهرياً. قام أورتن (بصفته المدير العام) بحجز مباراة العدوان الثلاثي بين بينويت وإيدج وتربل إتش للحصول على لقب بطولة العالم للوزن الثقيل. أسفرت المباراة عن قيام بوينت بتطبيق حركة كروس فيس على ايدج، فتمكن ايدج من قلب بنويت، بينما كانت الحركة كروس فيس لا تزال معلقة، مما تسبب في لمس ضهر بوينت للأرضية حيث بدأ الحكم في العد، مما أدى بعد لحظات من إيدج للخضوع للمناورة.
ـ في الأسبوع التالي، مع كريس جيريكو المسؤول، أخلى فينس ماكماهون لقب بطولة العالم للوزن الثقيل، واختتمت المباراة بالتعادل.
ـ في حلقة 13 كانون الأول (ديسمبر) من راو، حدد إريك بيشوف الذي استأنف منصبه كمدير عام مباراة «غرفة القضاء» بين تربل إتش وإيدج وديف باتيستا وكريس جريشو واورتن في حلقة "ثورة العام الجديد" للحصول على لقب بطولة العالم للوزن الثقيل.
ـ في الأسبوع التالي، إختتم بيشوف بإضافة حكم ضيف خاص لمباراة «غرفة الإقصاء» (شون مايكلز). في حلقة ثورة العام الجديد، فاز تربل إتش في مباراة «غرفة الإقصاء» ليبدأ لقبه العالمي العاشر.
ـ بعد الاحتفاظ ببطولة دبليو دبليو إي ضد بوكر تي، تم إدراج جون "برادشو" لايفيلد في نزاعات سابقة مع إيدي غيريرو وبوكر تي وأندرتيكر. أدى الخلاف إلى حلقات «مواجهة عنيفة». المدير العام ثيودور لونج يحجز مباراة رباعية قاتلة في أرمجدون في ديسمبر. فاز بالمباراة من قبل جون "برادشو" لايفيلد، حيث قام بتثبيت بوكر تي بعد حركة «حبل غسيل من الجحيم» واحتفظ باللقب بنجاح.

ـ في أكتوبر؛ خسر جون سينا بطولة دبليو دبليو إي ليلة الأبطال بالولايات المتحدة لصالح كارليتو كاريبيان كوول، الذي ظهر لأول مرة في مباريات مواجهة عنيفة.
كجزء من القصة، طعن حارس 《كارليتو الشخصي، جيسوس _ سينا في الكِلية أثناء وجوده في ملهى ليلي》.
في 18 نوفمبر حلقة مواجهة عنيفة، استعاد سينا بطولة الولايات المتحدة بفوزه على كارليتو. كما ظهر سينا لأول مرة في حزام البطولة  بعنوان «مصنوع حسب الطلب».

## النتائج
النتائج
• لا ريسيستانس (سيلفيان جرينير وروب كونوي) هزم هوريكان وروزي
• سبيك دودلي هزم بيلي كيدمان، شافو غيريرو، وري ميستيريو - بطولة دبليو دبليو إي كروز ويت
• شيلتون بنجامين هزم كريستيان مع تيسون تومكو بطولة دبليو دبليو إي كروز ويت
• فريق غيريرو (إيدي غيريرو وبيغ شو وروب فان دام وجون سينا) هزموا فريق أنجل (كيرت أنجل وكارليتو ولوثر رينز ومارك جيندراك) من مباراة 4 على 4 سرفايفر سيريس مباريات الإقصاء
• أندرتيكر هزم هايدنريش مع باول هايمان في مباراة فردية
• تريش ستراتيوس هزمت ليتا بالتنحي في مباراة فردية من بطولة دبليو دبليو إي للسيدات
• جون براد شو لايفيلد و أورلاندو جوردان هزموا بوكر تي في بطولة دبليو دبليو إي
• فريق أورتن (راندي أورتن و كريس بينويت وكريس جريشو و مافن) هزموا فريق تربل إتش (تربل إتش وريك فلير وديف باتيستا وجين سنيتسكي وإيدج) من مباراة 4 على 4 سرفايفر سيريس مباريات الإقصاء

## ذات صلة
الموقع الرسمي لسلسلة سرفايفر لعام 2004